# Nadine Hagmann
Nadine Hagmann (* 13. Januar 1981) ist eine ehemalige deutsche Fußballspielerin.

## Karriere
Hagmann gehörte im Seniorinnenbereich zunächst der SG Praunheim an, dessen Frauenfußballabteilung in den am 27. August 1998 neu gegründeten 1. FFC Frankfurt übergegangen war und die Bundesligalizenz der SG Praunheim ab dem 1. Januar 1999  übernommen hatte. Am Saisonende 1998/99 gewann sie mit der Mannschaft die Deutsche Meisterschaft, sowie das Finale um den DFB-Pokal, der auch ein Jahr später errungen werden konnte. Im weiteren Verlauf spielte sie in der Saison 2003/04 für den FC 1926 Großen-Buseck, einem Ortsteilverein der Gemeinde Buseck im Landkreis Gießen.
Zur Saison 2004/05 wurde sie vom Bundesligisten FSV Frankfurt verpflichtet, für den sie 15 Punktspiele bestritt und ein Tor erzielte. Ihr Bundesligadebüt gab sie am 7. November 2004 (8. Spieltag) bei der 1:3-Niederlage im Heimspiel gegen den FC Bayern München; ihr einziges Tor erzielte sie am 13. April 2005 (15. Spieltag) beim 4:3-Sieg im Heimspiel gegen den Hamburger SV mit dem Führungstreffer zum 1:0 in der 12. Minute.
Danach war sie von 2005 bis 2010 Spielerin des SC 07 Bad Neuenahr, für den sie 77 Punktspiele bestritt und zwei Tore erzielte. Des Weiteren kam sie 2007 in zwei WM-Überbrückungsturnierspiele der Gruppe 2 zum Einsatz.
Als Angehörige der Hessischen Polizeiauswahl im Frauenfußball nahm sie auch an der vom 7. bis 11. Juni 2010 in Bad Hersfeld ausgetragenen Deutschen Polizeimeisterschaft teil.
Nach einer einjährigen Pause vom Fußball, kehrte sie zu diesem 2011 zurück und bestritt zwei Saisons für den RSV Roßdorf, einem Stadtteilverein von Amöneburg im Landkreis Marburg-Biedenkopf.

## Erfolge
- Deutscher Meister 1999
- DFB-Pokal-Sieger 1999, 2000 (ohne Einsatz)